# 142
سنة 142 م (بالأرقام الرومانية: CXLII) كانت سنة بسيطة تبدأ يوم الأحد (الرابط يظهر نموذج الجدول الزمني الكامل للسنة) من التقويم اليولياني. بدأت تسمية السنة ب142 منذ العصور الوسطى المبكرة، عندما أصبح تقويم أنو دوميني هو الأسلوب السائد في أوروبا لتسمية السنوات.